# Kennedys hjärna
Kennedys hjärna är en roman från 2005 av Henning Mankell.

## Handling
Handlar om Louise Cantor, som arbetar som arkeolog i Grekland. En dag kommer hon hem till Stockholm i Sverige och upptäcker sin son Henrik död i sängen. I sin jakt efter sanningen om vad som egentligen hände beger hon sig till Australien och Spanien för att leta upp Henriks pappa. Även fadern försvinner senare spårlöst.
Bokens kulmen och upplösning sker i Moçambique, där Louise tvingas uppleva några av sitt livs hemskaste ögonblick i samband med sina besök på en aidsklinik.